# 오스트레일리아의 크리스마스

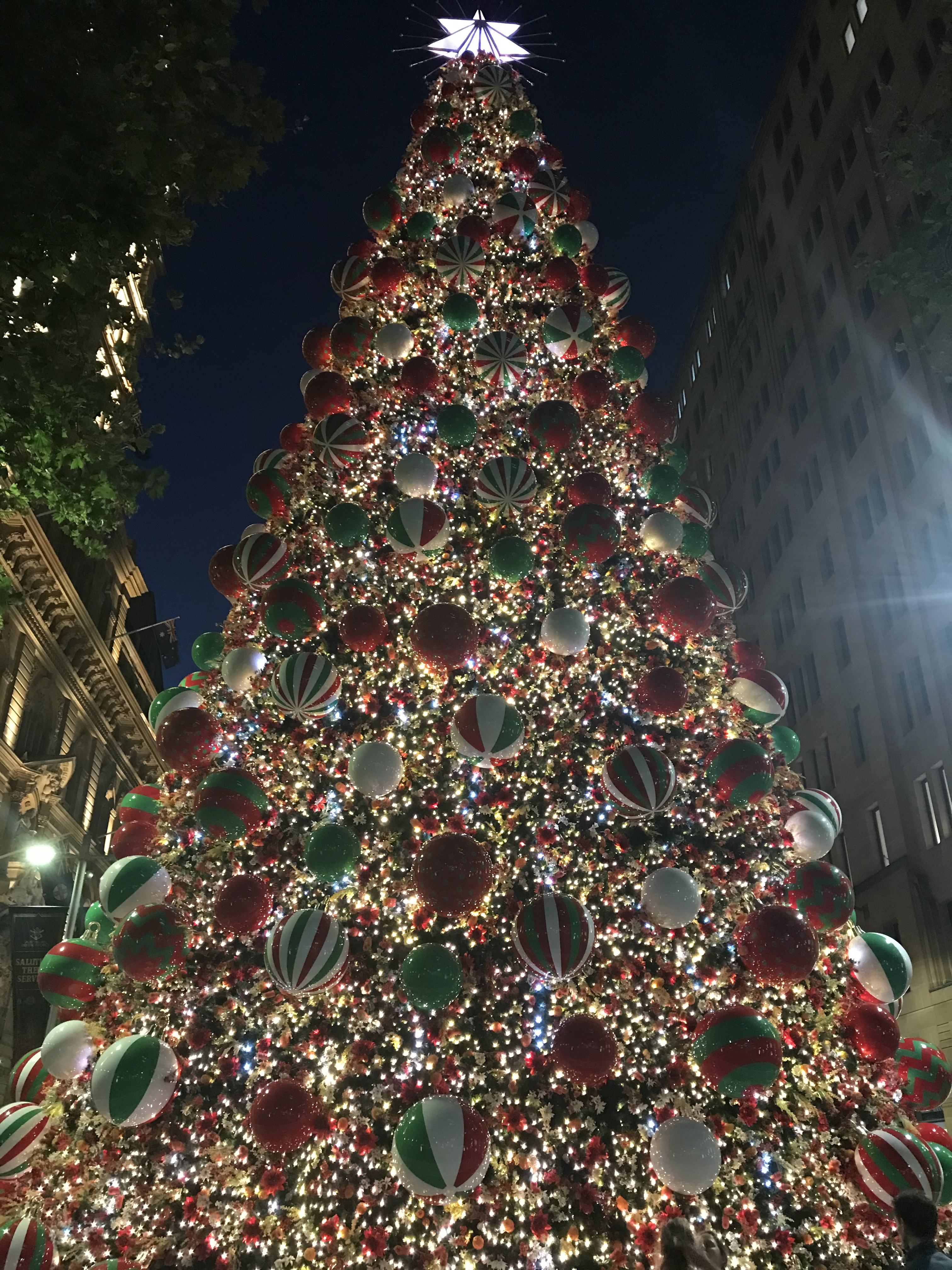
2021년 12월 시드니 마틴 플레이스 의 크리스마스 트리

오스트레일리아 크리스마스 전통(영어: Christmas traditions in Australia)은 오스트레일리아에서 형성된 크리스마스 전통 및 문화이다. 뉴질랜드의 크리스마스와 마찬가지로 잉글랜드, 아일랜드, 미국, 캐나다의 크리스마스와 공통점이 많다. 즉 겨울에 빨간색  털 코트를 입은 크리스마스의 아버지 혹은 산타클로스가 징글 벨을 부르며 썰매를 타는 이미지와 여러 크리스마스 카드와 장식을 이용해 크리스마스 풍경을 나타낸다. 그러나 크리스마스 기간에 남반구는 여름을 나기 때문에 다른 곳보다 따뜻한 기후로 인해 그 지역만의 크리스마스 전통이 발전하게 되었다.

## 역사
오스트레일리아에서 크리스마스를 기념하는 전통은 1788년 초에 시작되었고 같은 해 초 시드니 항구에 죄수들을 태우고 도착한 제 1함대 덕에 전파되었다. 19세기 초에 크리스마스 트리를 세우고 크리스마스 카드를 보내고 크리스마스 장식을 걸어두는 식의 전통이 오스트레일리아 전역에 퍼져나갔다.
이후로 오스트레일리아의 크리스마스는 공휴일로 남게 되었고 (오스트레일리아의) 여름에 기념하게 되었다.

## 뉴질랜드와 공통된 전통

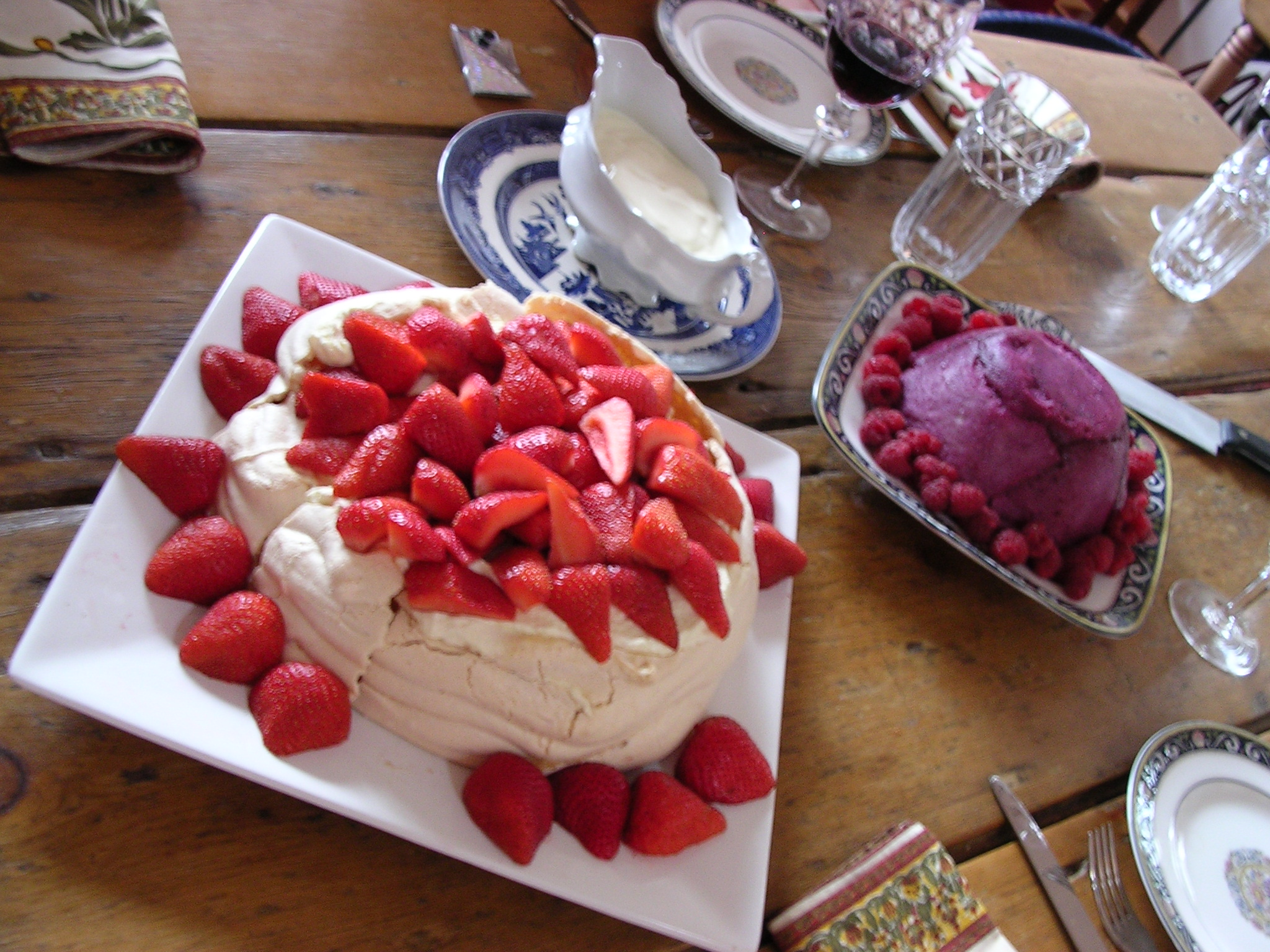
딸기로 장식된 오스트레일리아의 크리스마스 디저트 파블로바

크리스마스 장식에 있어 전통적인 크리스마스 트리는 빠질 수 없는데 조명 줄과 모루로 장식하는 것이 정석이다. 크리스마스 장식은 11월부터 길거리 상점에 속속 나타나며 12월 초에는 대부분 어디에서든 살 수 있다. 집이 있다면 대부분 집 외부를 꾸민다. 크리스마스 장식 꾸미기는 간소한 것부터 본격적인 것까지 다양한데 가끔 수백 개의 조명과 크리스마스 시즌을 모티브로 하는 크리스마스 트리, 산타클로스, 순록 혹은 성탄절 장면까지 꾸며 놓기도 한다. 몇몇 지역은 전통석으로 꾸며 놓는 본격적인 장식이 있는데 길가는 사람이나 차를 타고 지나가는 사람들의 큰 이목을 끈다. 심지어는 일광 절약 시간제를 실시하여 8시 이후에야 해가 떨어져 낮이 길어지는 지역도 마찬가지이다.
대부분의 일터에서는 12월 중에 크리스마스 파티를 가지는데 크리스마스 이브를 챙기는 경우는 별로 없다. 많은 사람들이 크리스마스와 새해 첫 날 중간에 일을 쉬거나 이 때 완전히 문을 닫는 직장도 있기 때문에 사실상 송년회로 취급되며 크리스마스 자체에 대한 언급은 거의 없거나 아예 안 하기도 한다. 학교와 TAFE (직업 훈련), 대학교들 마찬가지로 여름에 방학을 보낸다. 특히 학교들은 크리스마스 전 주에 학기를 끝내고 1월 말이나 2월 초에 다시 문을 연다. 크리스마스 후로 많은 교회들이 저녁 예배를 간소화하고 이때 취미 모임들도 일정을 쉬거나 변경한다.
크리스마스를 앞두고 많은 기업과 가정집이 크리스마스 조명과 행사를 준비한다. 차를 타고 조명을 주위를 드라이브 하며 구경하거나 가족 단위로 주택가를 걸어 다니며 마당에 꾸며 놓은 크리스마스 장식을 구경하는 광경을 흔히 볼 수 있다. 몇몇 지역에서는 길거리 조명 대회를 열고 최고의 조명 장식이 있는 장소가 표시된 지도를 게시하기도 한다.
크리스마스 이브에 아이들은 산타클로스가 집을 방문해 아이들을 위한 선물을 크리스마스 트리 밑에나 벽난로에 걸어 놓은 스타킹이나 양말에 넣어 놓는다는 얘기를 듣게 된다. 요 몇 십 년 간 많은 아파트와 집에는 옛날처럼 불을 붙이는 벽난로가 없지만 일부는 구식 벽난로를 고수하기도 한다. 산타클로스가 방문할 때 먹을 수 있도록 음료와 과자를 두기도 하는데 주로 우유나 쿠키 또는 맥주를 놓는다.
크리스마스 이브에 아이들은 산타클로스 가 집을 방문하여 크리스마스 트리 아래나 보통 벽난로 옆에 걸어두는 스타킹이나 자루에 아이들을 위한 선물을 놓는다는 말을 들었다. 최근 수십 년 동안 전통적인 연소 벽난로 없이 많은 새 아파트와 주택이 지어졌지만 일부 혁신을 통해 전통은 지속되고 있다. 산타가 방문하는 동안 간식과 음료(종종 우유와 쿠키 또는 맥주)가 소비되지 않을 수 있다. 당근은 산타의 순록에게도 흔히 남겨진다. 선물은 다음날 크리스마스 당일 아침에 개봉된다. 산타의 순록에게 먹이라고 당근도 많이 놔둔다. 선물은 다음날 크리스마스 당일에 열어본다.
전통적으로 크리스마스 날 점심에 가족들이 모인다. 새우, 굴, 장식 햄, 칠면조 구이, 로스트 치킨, 샐러드 그리고 구운 야채 등을 먹는 것이 전통이다. 식전에 크리스마스 크래커를 먹는다. 최근에는 기후가 더 높아져 현지의 시즌 음식인 차가운 고기, 해산물 그리고 샐러드를 내놓는 관행이 인기를 끌고 있다. 비슷하게 사막에서도 전통적인 크리스마스 음식(브랜디 버터를 곁들인  자두 푸딩, 과일 민스 파이, 트라이플)을 파블로바 , 베리류나 키위 등의 신선한 과일 같은 현지 음식과 같이 내놓는다. 캔디 케인은 크리스마스 기간 중 아이들에게 인기 있는 과자이다.
마이클 버블의 크리스마스 노래가 매년 크리스마스 시즌부터 새해까지 앨범 차트를 역주행 한다. 비슷하게 머라이어 캐리의 ’All I  want for Christmas Is You’도 항상 역주행 하여 새해까지 싱글 차트에 오른다.
Michael Bublé의 Christmas 노래가 매년 크리스마스 시즌부터 새해까지 앨범 차트를 역주행 한다. 비슷하게 Mariah Carey의 'All I Want for Christmas Is You’도 항상 역주행 하여 새해까지 싱글 차트에 오른다.]]
영국과 다르게 호주는 크리스마스가 여름에 있기 때문에 크리스마스가 방송 시청률에 가장 중요한 날 중 하나인 영국과는 다르게 호주 크리스마스 특별 방송은 많지 않다. 호주의 시청률은 여름에는 집계되지 않으며 재방송이나 이전에 취소된 방송으로 편성된다. 현지에서 제작된 크리스마스 특별 방송도 있으나 12월 초에 주로 편성되고 크리스마스 당일에 방송되는 경우는 거의 없다. 많은 방송국들이 멋진 인생, 34번 가의 기적, 크리스마스 대소동, 폴라 익스프레스, 그린치 같은 크리스마스 주제 영화나 여러 버전의 크리스마스 캐롤을 재방송 한다.